# كينغ هازن
كينغ هازن هو سياسي كندي، ولد في 30 سبتمبر 1885 في فريدريكتون في كندا، وتوفي في 4 يوليو 1974. نشط حزبياً في الحزب الكندي التقدمي المحافظ. وقد انتخب عضو مجلس العموم الكندي.